# Caubios-Loos
Caubios-Loos é uma comuna francesa na região administrativa da Nova Aquitânia, no departamento dos Pirenéus Atlânticos. Estende-se por uma área de 7,27 km². Em 2010 a comuna tinha 598 habitantes (densidade: 82,3 hab./km²).